# Златни виклер
„Златни виклер” је југословенска телевизијска серија снимљена 2015. године у продукцији ТВ Банат.

## Улоге
| Глумац               | Улога   |
| -------------------- | ------- |
| Ана Чупић            | Виолета |
| Неда Грубиша         | Цеца    |
| Елизабета Станимиров | Јована  |
| Марија Бојановић     | Жаклина |
| Марко Ђумић Ђуровић  |         |
| Ђурђина Грујић       |         |

Комплетна ТВ екипа ▼
| Редитељ                   | Александар Аврамески | (10 еп. 2015)           |
| Редитељ                   | Елизабета Станимиров | (10 еп. 2015)           |
| Сценариста                | Елизабета Станимиров | (креатор) (10 еп. 2015) |
| Директор фотографије      | Александар Аврамески | (1 еп. 2015)            |
| Одсек за камеру и расвету | Душан Стојановић     | сниматељ (1 еп. 2015)   |
| Одсек за камеру и расвету | Игор Војиновић       | сниматељ (1 еп. 2015)   |